# Karen Boelaerts
Karen Boelaerts is een Belgische zangeres. Ze werkt onder het pseudoniem Sue Price en voorheen als Keke.
Boelaerts werd in 1991 bekend met een finaleplaats in de Soundmixshow op VTM. In 1993 deed ze de backing vocals voor het liedje Vergeet-mij-nietje van Leopold 3, waar Pat Krimson deel van uitmaakt. Daarna zong ze in de studio enkele dancenummers in voor een aantal groepen. Zo deed ze voor Milk Inc. de lead vocals van het album Apocalypse Cow. Op het podium was echter Ann Vervoort te zien. Voor dezelfde groep werd haar stem met die van Linda Mertens gemixt voor enkele liedjes van het album Land of the living. In de gelijknamige single zong ze de refreinen. Walk on Water zong ze zelf in. Voor 2 Fabiola, een andere groep van Pat Krimson, zong ze een aantal liedjes in zoals Freak out. Ook deze groep pakte op het podium met een andere zangeres uit. In beide gevallen lag de podiumbezetting al vast vóór Boelaerts als zangeres werd gekozen. Voor Pat Krimson zong ze onder de naam Sue Price liedjes in voor zijn soloprojecten, zoals The Rush Of My Life (2009).
Boelaerts was voorts ook zangeres van de singles New emotion en Future love van Maurizzio en deed de zang voor liedjes van onder andere The real K!, Bounce en Fever. Ze is ook de frontvrouw van The Incredible Time Machine. In 1998 bracht ze onder de naam Keke een Nederlandstalig liedje, Goud, uit. Met Rudolf Hecke vormt ze de groep Les sixties yéyé, waarin ze Franstalige sixtiesnummers zingen.
Na haar carrière in de dancewereld ging ze aan de slag in het buitengewoon onderwijs bij de busregeling. Ook tijdens die carrière combineerde ze zingen met jobs buiten de muziekwereld.